# Sandboarding

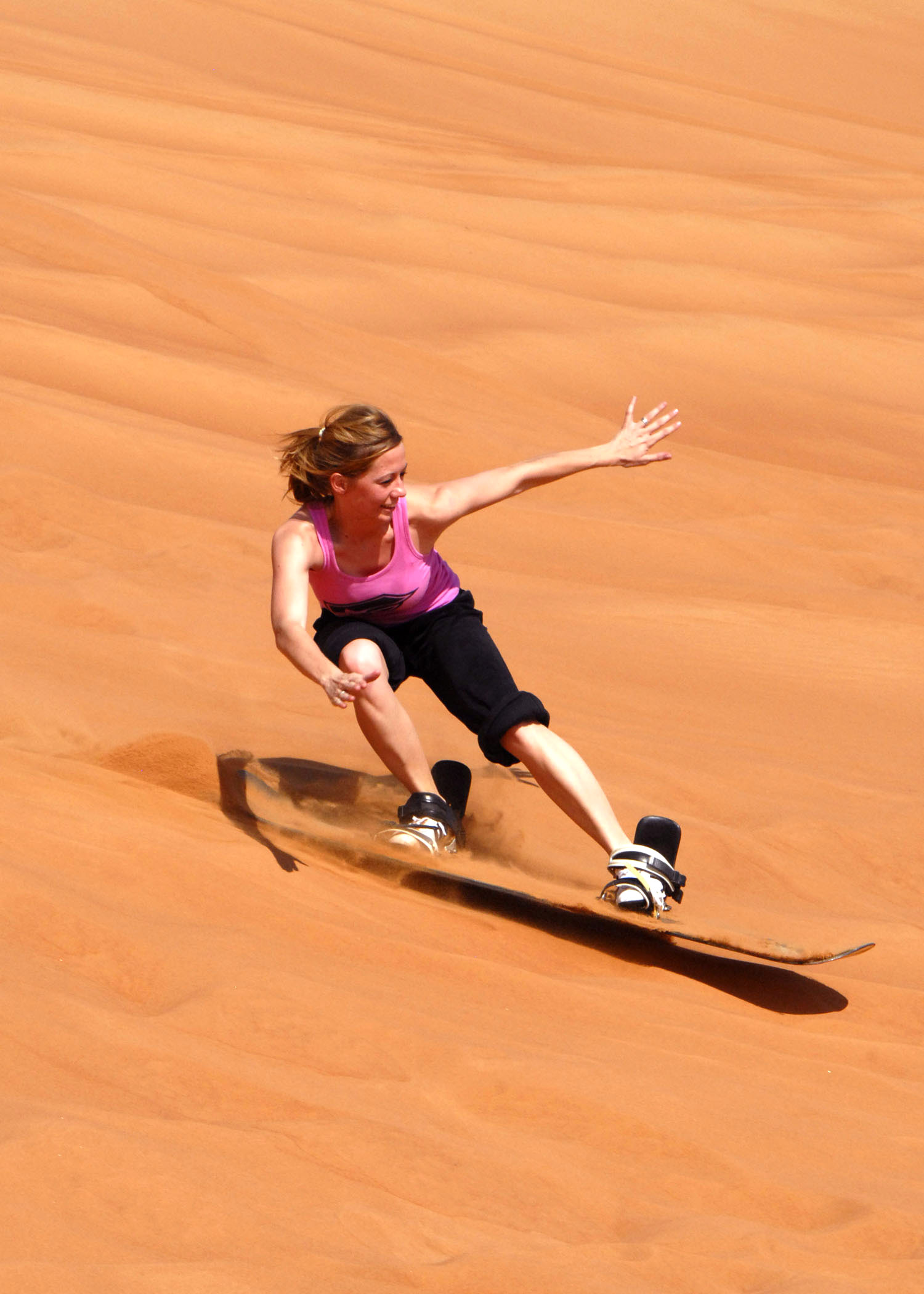
Sandboarding

Sandboarding ist eine Freizeitaktivität ähnlich dem Snowboarden, findet aber auf Sand statt. Ein Sandboard ist ein Sportgerät in Form eines Brettes, um damit auf Sand zu fahren. Der Fahrer steht seitlich zur Fahrtrichtung auf dem Brett.
Der Belag eines Sandboards besteht meistens aus Formica oder Laminex. Um im Sand besser zu gleiten, kann die Unterseite des Brettes eingewachst werden, üblicherweise mit Paraffin.
Sandboarden hat in der ganzen Welt Anhänger, ist aber mehr in Wüstengegenden – insbesondere im Westen der USA, im westlichen Südamerika, Nordafrika, Südafrika und auf der arabischen Halbinsel – verbreitet.
Die Weltmeisterschaft im Sandboarding wurde von 1990 bis 2007 in Deutschland am Monte Kaolino in Hirschau (Oberpfalz) ausgetragen. Der Monte Kaolino ist rund 120 Meter hoch, besitzt eine Abfahrtslänge von 220 Metern und eine Neigung von rund 35 Grad. Der Monte Kaolino wurde durch die Amberger Kaolinwerke aufgeschüttet, die hier mehr als 100 Jahre lang Quarzsand aufgehäuft haben.